# Condylostylus veliformis
Condylostylus veliformis är en tvåvingeart som beskrevs av Becker 1922. Condylostylus veliformis ingår i släktet Condylostylus och familjen styltflugor.
Artens utbredningsområde är Peru. Inga underarter finns listade i Catalogue of Life.